# Esoteric (gruppo musicale)
Gli Esoteric sono un gruppo musicale funeral doom metal inglese

## Storia
Il gruppo si forma nel 1992 nei sobborghi di Birmingham, con Greg Chandler alla voce, Gordon Bicknell alla chitarra, Steve Peters seconda chitarra, Mark Bodossian alla batteria e Oliver Goyet alle tastiere. Nel 1993 la band produce il demo Esoteric Emotions - The Death of Ignorance, dalla durata di 77 minuti (successivamente ristampato dall'etichetta Aesthetic Death), con lo scopo di proporre qualcosa di nuovo nel panorama doom mondiale. La band prende in parte gli stilemi dei Thergothon, i noti precursori del funeral doom rivisitandoli in maniera del tutto personale ed efficiente. 
L'anno successivo (1994) esce il primo full-length della band, il doppio album Epistemological Despondency, contenente un'ora e mezza di musica a metà tra il funeral doom, lo space/done ambient, qualche isolato episodio death metal e una generale lentezza nelle composizioni, portata all'esasperazione. Nel 1997 vede la luce The Pernicious Enigma, altro doppio album che pone la band come punto di riferimento cardine nella scena funeral doom / death metal, tramite annichilenti riff, atmosfere ossessivamente oniriche e pesanti, condite dall'uso di screaming-vocals sovente in stile black.
Non pienamente soddisfatta della produzione riservata a tale album, il gruppo decide di produrre il successivo album Metamorphogenesis (1999) in maniera indipendente, confidando sull'abilità del frontman Greg Chandler come produttore e tecnico del suono (lavoro che svolge abitualmente anche per altre band). Il disco, dalla durata inferiore rispetto ai precedenti ed edito sotto forma di album singolo e non più doppio, riscuote un buon successo di pubblico. Il 2004 è un anno importante per gli Esoteric, poiché raggiungono un accordo discografico con la Season of Mist, che gli permette di pubblicare Subconscious Dissolution into the Continuum, un album che vede il gruppo riconfermarsi nella scena doom mondiale, anche se abbandona temporaneamente l'utilizzo dei sintetizzatori e delle contaminazioni rumoriste per dedicarsi ad un doom metal tutto sommato più canonico.
Nel giugno del 2008 il gruppo pubblica, sempre sotto l'etichetta Season of Mist, il loro quinto full-length dal titolo The Maniacal Vale, altro disco di pregevole fattura che mostra la definitiva maturazione compositiva e stilistica della band, poi riconfermata dai successivi Paragon of Dissonance (2011) e A Pyrrhic Existence (2019), tutti doppi album che, come da tradizione per la band albionica, si propongono come veri e propri kolossal musicali, dove la forma-canzone viene quasi totalmente abbandonata in favore di composizioni spesso lunghissime (alcune oltre i venti minuti di durata) e dalle strutture imprevedibili e variegate.

## Formazione[2]

### Attuale
- Greg Chandler - voce
- Gordon Bicknell - chitarra
- Mark Bodossian - basso
- Oliver Goyet - Tastiere
- Joe Fletcher - batteria
- Kris Clayton - chitarra

### Membri precedenti
- Steve Peters - chitarra

## Discografia

### Album in studio
- 1994 - Epistemological Despondency
- 1997 - The Pernicious Enigma
- 1999 - Metamorphogenesis
- 2004 - Subconscious Dissolution into the Continuum
- 2008 - The Maniacal Vale
- 2011 - Paragon of Dissonance
- 2019 - A Pyrrhic Existence

### Demo
- 1993 - Esoteric Emotions - The Death of Ignorance